# Соняшникове насіння

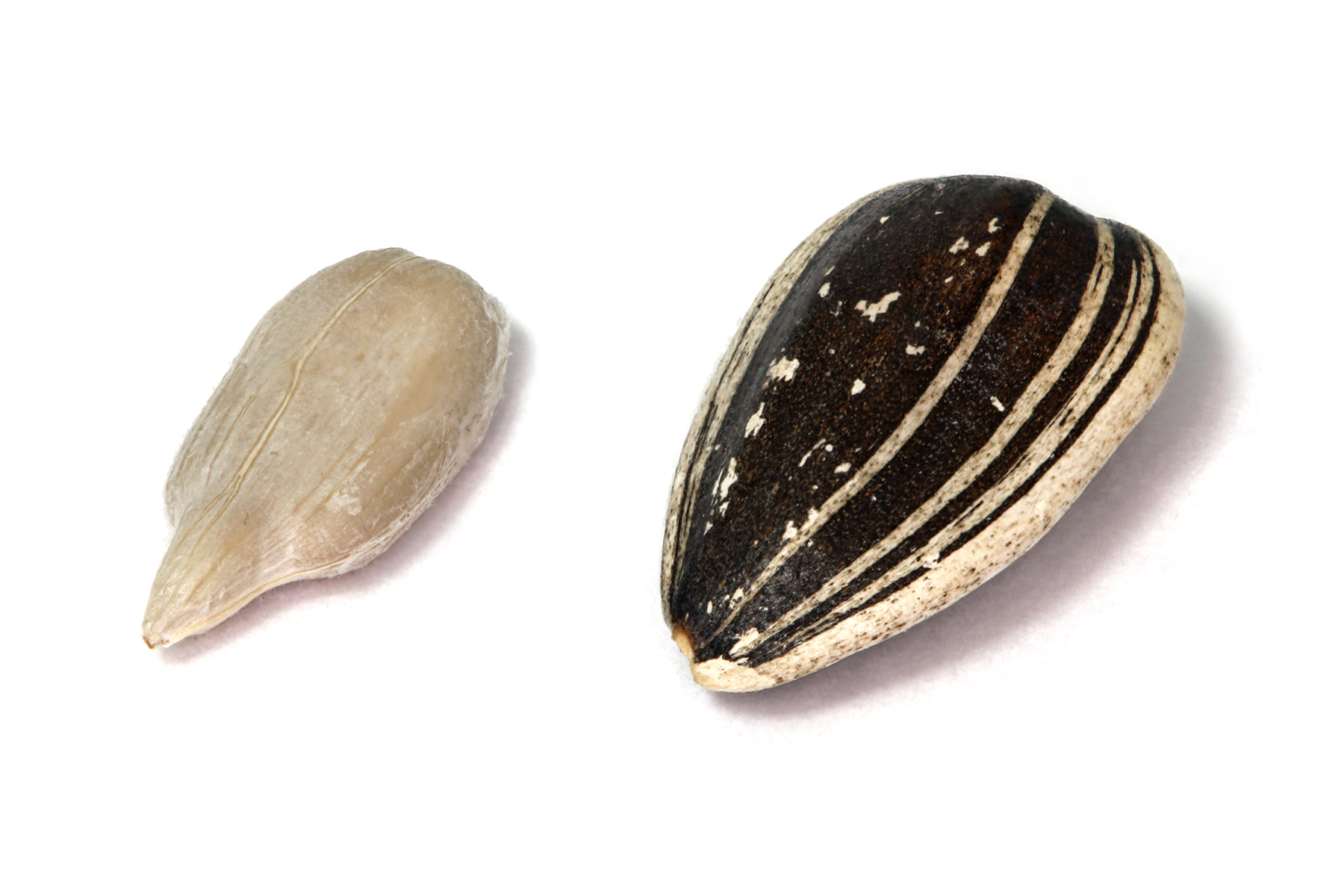
Ліворуч: ядро соняшнику. Праворуч: насіння з шкарлупиною

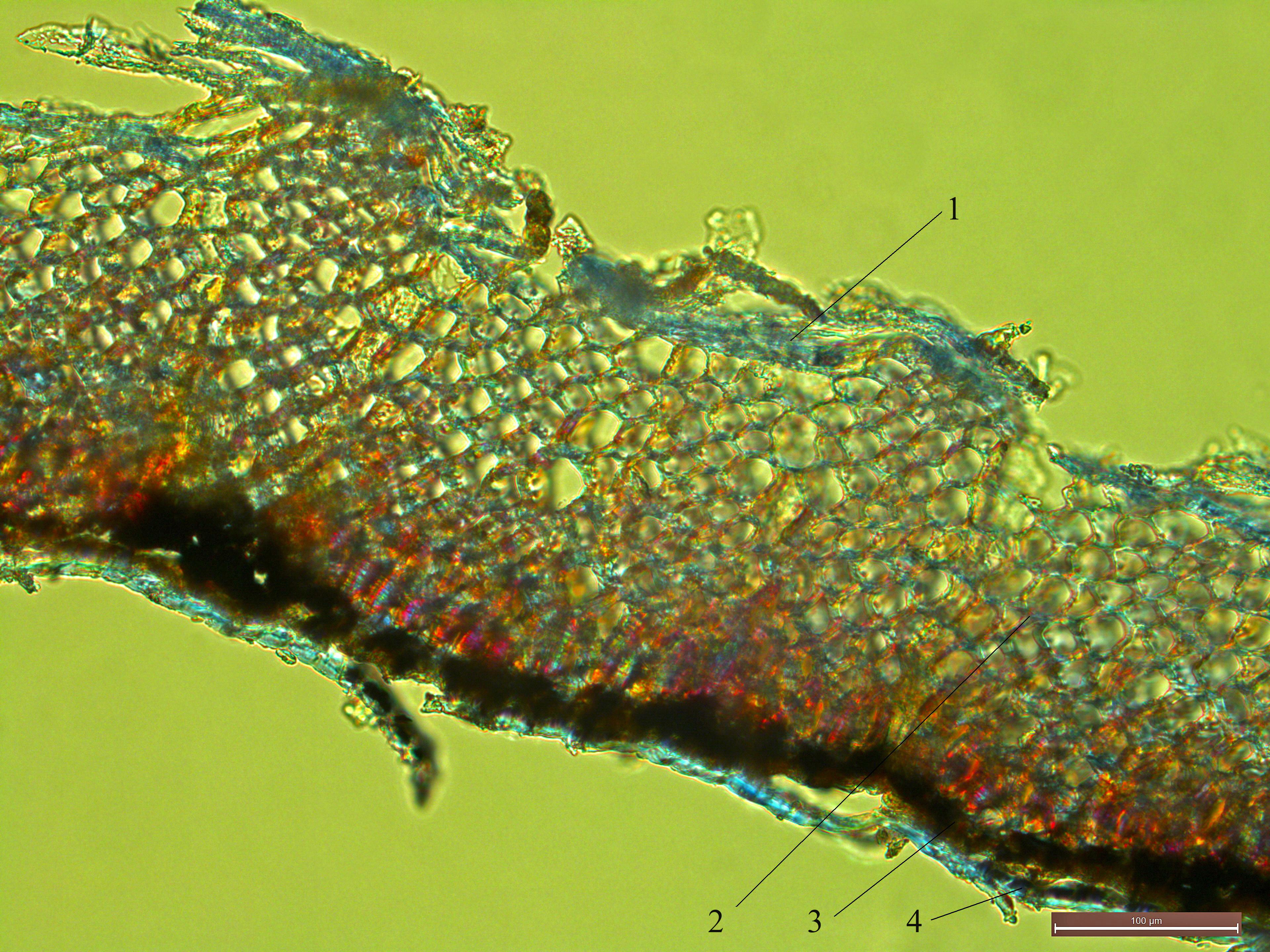
Лушпіння соняшнику, поперечний зріз (оптичний мікроскоп, поляризоване світло, збільшення 100Х):
1. Внутрішня паренхіма
2. Склеренхіма
3. Фітомеланіновий (панцерний) шар
4. Епідерміс та кутикула

Соняшникове насіння — плід соняшнику (Helianthus annuus). Для комерційних цілей, насіння соняшнику, як правило, класифікується за візерунком на його лушпинні. Якщо лушпиння суцільного чорного кольору, то насіння називається чорне олійне насіння соняшнику. Посіви можуть бути віднесені до олійних культур. Це насіння, як правило, вирощують для виготовлення олії. Смугасте насіння в основному використовується для виробництва продуктів харчування, в результаті чого його можна назвати кондитерським насінням соняшнику.
Світове виробництво соняшникового насіння 2013 року становило 44,6 тис. тонн. Україна посідає перше місце у світовому рейтингу, забезпечуючи від 20 до 24 %. Насіння соняшнику було найприбутковішою аграрною продукцією України 2015 року з рентабельністю 80,5 %.

## Історія появи соняшникового насіння

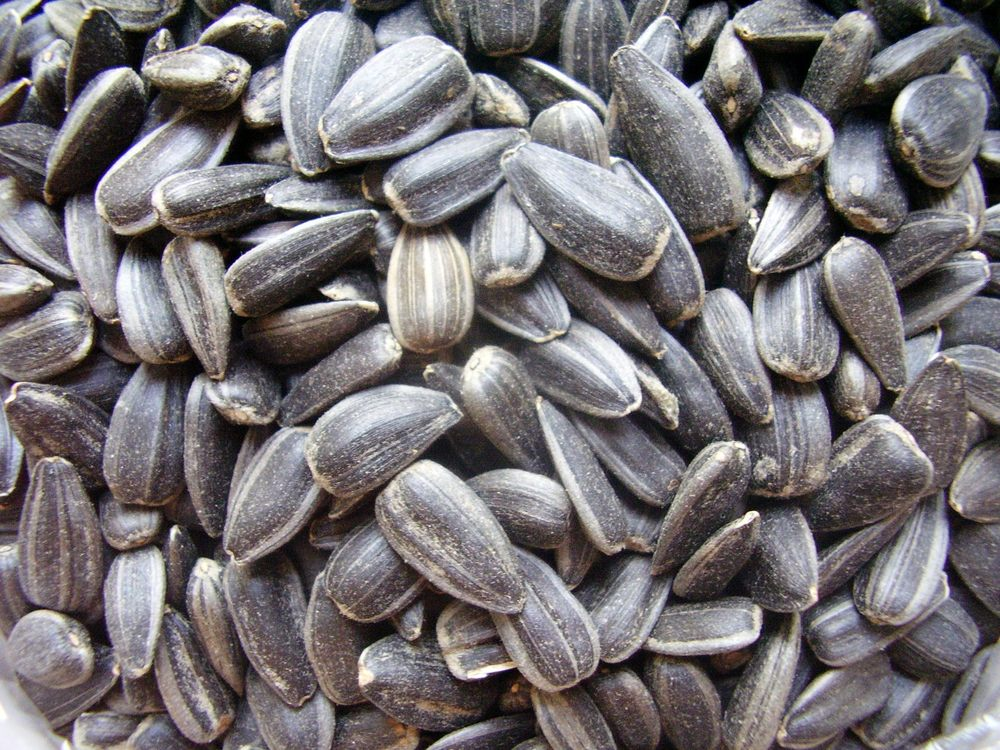
Зовнішній вигляд

Насіння соняшнику було вперше привезене до Європи з Мексики в XVI столітті і називалося «травою сонця» або «перуанською квіткою сонця». В Америці цю рослину знали вже 20—30 століть тому. Велике яскраво-жовте, як сонце, суцвіття, що повертається назустріч сонячним променям, привертало загальну увагу. Соняшником стали прикрашати сади біля будинків. В Англії вживали в їжу молоді кошики суцвіть з оцтом і олією. Слов'яни дізналися про соняшник у XVIII столітті, а в першу чергу переважно в Україні, де його садили просто біля будинків.

## Поживна цінність
: кДж=2445
Білки =20,78 г: Жири =51,46 г: Нас-жири=4,455 г: Моно-жири=18,528 г: Полі-жири=23,137 г: Вуглеводи=20 г: Волокно=8,6 г: Цукор=2,62 г: Кальцій, мг=78
Ферум, мг=5,25
Магній, мг=325
Фосфор, мг=660
Калій, мг=645
Натрій, мг=9
Цинк, мг=5
Марганець, мг=1,95
Вітамін С, мг=1,4
Тіамін, мг=1,4

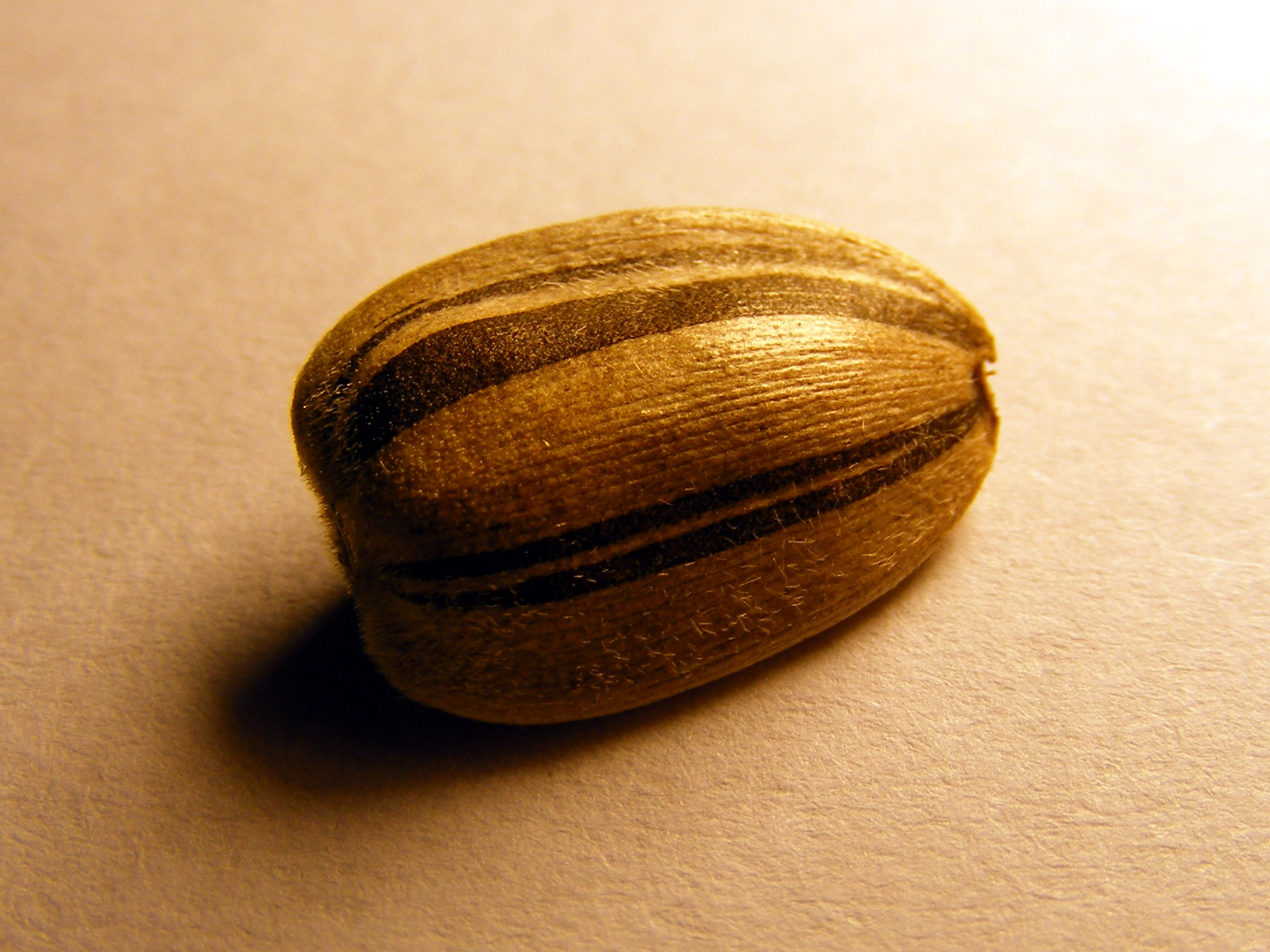
Насіння соняшнику

Насіння соняшнику цінується, серед іншого, за високий вміст вітаміну Е, котрому притаманні протизапальні властивості, а також є сильним антиоксидантом. Містить також вітаміни A, D, B6 i PP, які відповідають за правильне функціонування нервових клітин, беруть участь у їх відновленні, імунних реакціях і гормональній регуляції.

## Вирощування
| Місце | Країна              | млн тонн | Площі країн (км²) |
| ----- | ------------------- | -------- | ----------------- |
| 1     | Україна             | 10,13    | 603 550           |
| 2     | Росія               | 9,03     | 17 075 400        |
| 3     | КНР                 | 2,38     | 9 596 961         |
| 4     | Румунія             | 2,19     | 238 391           |
| 5     | Аргентина           | 2,06     | 2 780 400         |
| 6     | Болгарія            | 2,01     | 110 994           |
| 7     | Туреччина           | 1,64     | 783 562           |
| 8     | Угорщина            | 1,60     | 93 028            |
| 9     | Франція             | 1,56     | 632 759           |
| 10    | США                 | 1,00     | 9 629 091         |
|       | Урожаї всього світу | 41,34    |                   |

У загальному обсязі виробництва олійних культур в Україні соняшник займає понад 90 %, а в структурі посівних площ не менше 10 %. Щорічний валовий збір постійно збільшується і 2015 року досяг рекордної цифри — 11,2 млн т. Країна посідає перше місце у світовому рейтингу, забезпечуючи від 20 до 24 % світового виробництва соняшнику. У сезоні 2016-17 світове виробництво оцінюється на рівні 47,5 млн тонн . За даними Мінагрополітики, насіння соняшнику було найприбутковішою аграрною продукцією України 2015 року з рентабельністю 80,5 % .

## Посіви
| Світове виробництво соняшникового насіння за роками (тис. тонн) | Світове виробництво соняшникового насіння за роками (тис. тонн) |
| --------------------------------------------------------------- | --------------------------------------------------------------- |
| 1965                                                            | 7985                                                            |
| 1970                                                            | 10046                                                           |
| 1975                                                            | 9873                                                            |
| 1980                                                            | 13656                                                           |
| 1985                                                            | 18860                                                           |
| 1990                                                            | 22705                                                           |
| 1995                                                            | 26298                                                           |
| 2000                                                            | 26498                                                           |
| 2005                                                            | 30729                                                           |
| 2010                                                            | 31520                                                           |
| 2011                                                            | 40836                                                           |
| 2012                                                            | 37217                                                           |
| 2013                                                            | 44596                                                           |
| 2014                                                            | 41335                                                           |

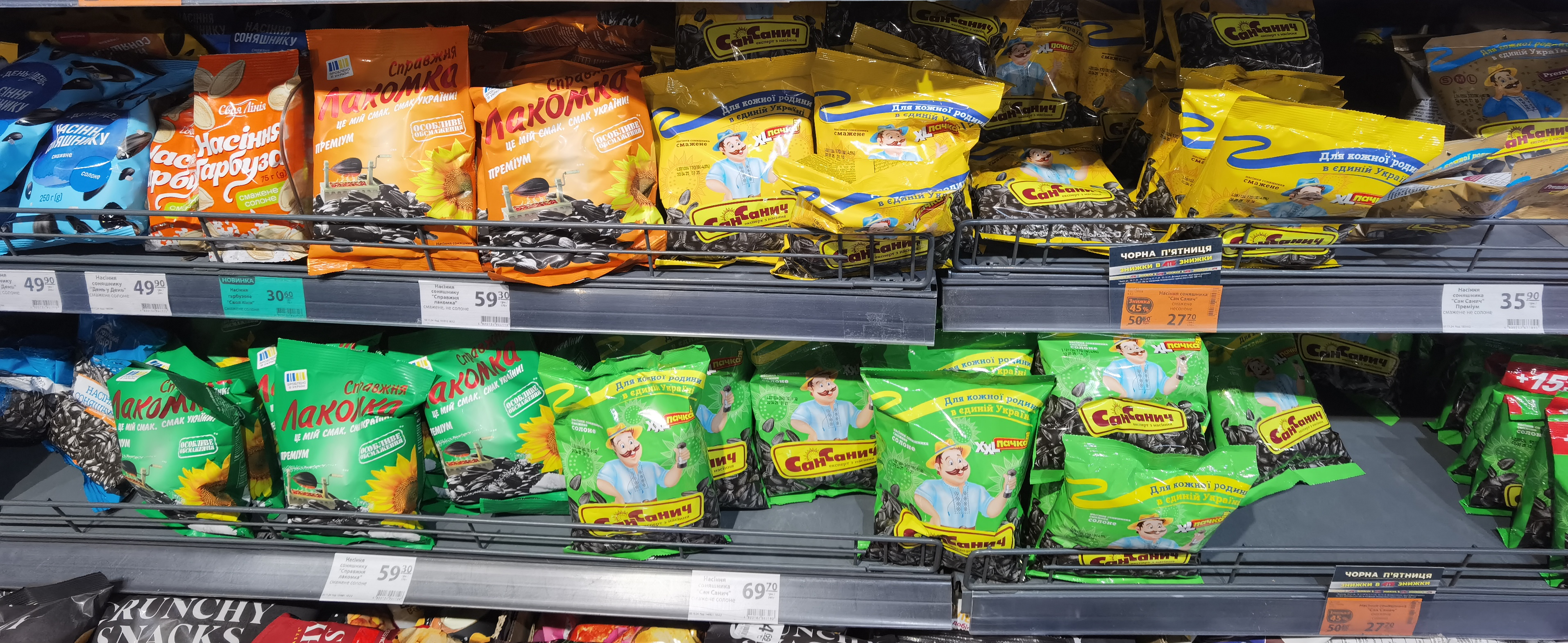
Смажене насіння на полицях супермаркету в Україні.

Своєчасний посів соняшнику дозволяє почати його збір вже на початку вересня. На цей час часто припадають найкращі погодні умови, що забезпечують збір насіння високої якості з необхідним рівнем вологості. Збір врожаю в цілому займає приблизно півтора місяця. Вся продукція проходить лабораторне обстеження — аналізи на вміст вологи, сорт, кислотне число. Чим нижчий вміст вологи і чим краще насіння очищене від стороннього сміття — тим довше вони зберігають свої смакові властивості. На складі, перед обсмажуванням, насіння викладають рядами по всій площині. Під кожним рядом передбачена система вентиляції, що забезпечує подачу повітря. Високотехнологічні конвекційні печі обробляють насіння з усіх боків гарячим повітрям. Готовий продукт надходить на автоматизовану лінію упаковки, де насіння фасуються в стакани або пакети..

## Цікаві факти
З насінням пов'язано чимало народних прикмет. Наприклад, якщо криза вдарила по вашому бізнесу і приснилося, що ви лузаєте зернятка, слід чекати добрих новин.[джерело не вказане 2586 днів]
Лузати насіння, спілкуючись з кимось, у мусульман вважається ознакою поганого тону.
У Румунії офіційно введено заборону на лузання насіння на вулиці. На проспектах столиці з'явилися відповідні плакати. Але заборона так і не прижилася. У роки перебудови в Єревані діяв кінотеатр, де, крім паління, дозволялося лузати насіння й плювати лушпайки на підлогу.
Створено однойменний салат «Соняшник», насінням у якому виступають оливки.